# EmEditor
EmEditor是江村軟體公司（Emurasoft，坐落于美國華盛頓州）所開發的一款在Windows平台上運行的文字編輯程式。EmEditor以運作輕巧、敏捷而又功能強大、豐富著稱而得到許多用戶的好評。Windows內建的記事本程式由於功能太過單薄，所以有不少高级用戶直接以EmEditor等第三方文字編輯程式取代。
EmEditor的發行最早始於1997年，迄今仍在持續發展中。自16.6版起，大幅提高了「移除新行」，「全部取代」，「合併 CSV」，「移除換行符號」以及「插入換行符號」等功能操作的速度。

## 主要功能
- 支援超大檔案
- 支援外掛程式
- 支援正则表达式
- 支援書籤功能
- 支援篩選功能
- 索引標籤式設計
- 可編輯的巨集
- 大綱顯示功能
- 支援統一碼
- 支援CSV、TSV格式編輯
- 自動標記功能
- 批次取代功能
- 多檔搜尋與取代功能
- 檔案比較與同步捲動功能
- 亮顯語法包含20多種程式語言
- 有提供功能精簡的免費版
- 有提供可攜式版本

## 外部連結
- 官方网站：简体中文、繁体中文